# Drejelire
En drejelire, også bare kendt som lire er et strengeinstrument med rødder i middelalderen.
Instrumentet betjenes med et håndsving forbundet med et hjul, placeret delvist inde i klangkassen. En række strenge spændt ud henover hjulet (der smøres med harpiks som en violinbue), sættes i svingning når håndsvinget drejes med musikerens ene hånd.
Med den anden hånd betjenes en række taster (ordnet som et klaviatur) kan spilleren afkorte strengen/strengenes mensur, for på den måde at ændre tone.
Antal strenge og taster varierer fra instrument til instrument, ligesom lyd og udseende.
Drejelirer har en del af deres karakteristiske lyd fra deres "bordun-" eller "drone"-strenge, der aldrig bliver anslået af tangenterne, men i stedet frembringer én eller flere konstante toner, som egen bas eller akkompagnement. Drejelirens lyd kan derfor forveksles med med en sækkepibes.
På de fleste drejlirer forekommer også en såkaldt "snerre-streng", der tilsluttet en lille tilskåret blok (oftest af træ) frembringer en karakteristisk "snerrende" lyd når omdrejningen af håndsving og hjul pludselig accelereres (deraf navnet). Snerrestrengen kan derfor bruges som et rytmisk virkemiddel til den øvrige musik.
Drejeliren udmærker sig på den måde fra andre instrumenter ved at kombinere melodi, akkompagnement og rytme i samme instrument.

## Historie
De første kilder på drejeliren kendes fra Spanien omkring år 1000, afbildet i udhuggede kirke- og klosterfriser. Drejeliren, der i denne tidligst kendte form kaldes et ”Organistrum”, optræder som et temmelig stort instrument betjent af to personer: én til at betjene håndsvinget og én til at betjene tangenterne.
Der findes teorier om at organistret har skullet fungere som akkompagnement for gregoriansk munkesang. Dette kan dog endnu ikke bevises. Abbed Odo af Cluny skal have skrevet en kort beskrivelse af hvordan instrumentet er opbygget, kaldet Quomodo organistrum construatur (Hvordan Organistret er lavet), men autentiteten er tvivlsom.
Senere i historien kender man eksempler på organistrum i reduceret størrelse, således at den kunne spilles af én musiker, en såkaldt solo organistrum. Denne blev dog aldrig populær, da man samtidig udviklede et symfonium, en drejelire i kasseform, med tangenter der betjentes nedefra. Der findes dog optegnelser af symfonia med begge typer tangenter.
I løbet af renæssancen voksede drejelirens popularitet, og instrumentet undergik en stor udvikling. Fra denne tid kendes de første optegnelser omkring snerrestrengen.
I renæssancen kendes to typer drejelirer: En guitar-formet og en lut-agtig form, som specielt var populær blandt franske instrumentbyggere.
I slutningen af 1700-tallet var polyfonisk musik så fremherskende at drejelirens egenskaber ikke længere kunne følge med behovet, og instrumentet dalede til de lavere samfundsklasser. I denne periode fik den de tyske navne Bauernleier ("bondelyre") og Bettlerleier ("tiggerlyre").
Op igennem historien har drejeliren bredt sig langt som til Ukraine, Ungarn og Balkan. I Ukraine benyttedes en variant af instrumentet kaldet lira blandt blinde gademusikere, helt op til 1930'erne hvor traditionen stort set var udryddet af Stalins regime, da op mod 300 gademusikere var henrettet fordi de var et socialt uacceptabelt element.
Det første egentlige bevis på drejelirens tilstedeværelse i Danmark, kan den dag i dag opleves som en del af det store kalkmaleri i Rynkeby Kirke i Kerteminde, fra slut 1500-tal hvor en af maleriets englemusikanter betjener instrumentet.

## Drejelirens udformning
Der er ingen standardisering for drejelirens udformning, selvom den seks-strengede franske vielle a roue er den mest almindelige type. Både den guitar-formede og den lut-formede drejelire kan findes, ligesom visse kredse der beskæftiger sig med tidlig musik også har afarter af symfonium.

### Strengene
Oprindeligt var drejelirer strenget op med tarmstrenge, ligesom det kendes fra violiner, men i modsætning til violiner, er tarmstrenge stadig foretrukket af mange i dag. Stålstrenge også har vundet frem, og bruges især hvis man ønsker at spille dybere toner.
Dronestrengene er stemt til faste toner, mens melodistrengene bliver berørt når en tangent presses. Dette ændrer strengens mensur, og giver hermed en højere tone, tilsvarende når en guitarist placerer sin finger på gribebrættet. Tangenterne kan oftest justeres indiviudelt for at kunne finstemme instrumentnet. De fleste moderne drejelirer har omkring 24 tangenter, der dækker et toneomfang på to kromatiske oktaver.
For at få en god lydkvalitet vikles hver streng med bomuldsfibre eller tilsvarende på det sted hvor den er i berøring med hjulet. Bomuldslaget på melodistrengen er ofte meget let, mens det er tykkere på dronestrengene. Hvis bomulden mangler eller er lagt forkert på giver det en mere hæs tone, især på de højere toner.

### Snerren
Visse typer af drejeliren, oftest modeller i famillie med den franske vielle à roue har en snerrestreng.
Mekanismen består af en løs bro (kaldet chien, fransk for hund) under en dronestreng. Den ene ende af snerrestolen sidder i et indhak i instrumentets dæk, der holder broen på plads. Den anden ende er løs og hviler på dækket. Når instrumentet spilles stille, fungerer strengen som en almindelig dronestreng, men når hjulet accelereres, og strengen dermed vibrerer kraftigere, løftes den løse ende af broen, og slår ned på dækket, hvilket frembringer den karakteristiske snerren.
Dette udnyttes af musikeren som artikulation og som percussiv effekt.

## Literatur
1. ↑  Scriptores ecclesiastici de musica sacra potissimum, 3 vols., ed. Martin Gerbert (St. Blaise: Typis San-Blasianis, 1784; reprint ed., Hildesheim: Olms, 1963), 1:303. Tilgængelig på http://www.chmtl.indiana.edu/tml/9th-11th/ODOORG_TEXT.html Arkiveret 15. marts 2008 hos  Wayback Machine
2. ↑  Franz Montgomery, “The Etymology of the Phrase by Rote.” Modern Language Notes 46/1 (Jan. 1931), 19-21.